# Tetrosomus gibbosus
Tetrosomus gibbosus is een  straalvinnige vis uit de familie van de koffervissen (Ostraciidae). De wetenschappelijke naam van de soort is, als Ostracion gibbosus, voor het eerst geldig gepubliceerd in 1758 door Carl Linnaeus in de tiende editie van Systema naturae.
De soort staat op de Rode Lijst van de IUCN als niet bedreigd (beoordelingsjaar 2009).